# New York City (Kylie Minogue)
New York City è un singolo della cantante australiana Kylie Minogue, pubblicato il 3 maggio 2019 come primo estratto dal suo quinto greatest hits Step Back in Time: The Definitive Collection. Il brano è stato scritto dalla stessa interprete con Daniel Stein, Karen Poole e Myles MacInnes.

## Video musicale
Il videoclip è stato reso disponibile il 9 maggio 2019.

## Esibizioni dal vivo
Il brano è stato presentato il 25 giugno 2018 durante la data di New York della tournée Kylie Presents Golden. È stato successivamente aggiunto alla scaletta del Golden Tour come parte di un medley con Raining Glitter e On a Night like This.

## Tracce
Streaming
1. New York City – 3:20